# مادران صلح (ترکیه)
مادران صلح (به کردی: Dayîkên Aşitîyê، به ترکی: Barış Anneleri) یک جنبش حقوق مدنی زنان در ترکیه است که هدف آن پیشبرد صلح بین گروه‌های قومی مختلف ترکیه از طریق روش‌های غیرخشونت‌آمیز است.

## تاریخچه
قدمت مادران صلح به سال ۱۹۹۹ برمی‌گردد. یکی از اعضای مجمع مؤسس این بیان می‌کند: «ما دور هم جمع شده بودیم تا بگوییم که جنگ کثیف باید پایان یابد و بین ترک‌ها و کردها صلح برقرار شود.» بسیاری از زنان گرفتار در جنگ یکی از بستگان نزدیک خود را در درگیری ترکیه و کردها از دست داده‌اند. به نقل از ترکیه بوزکورت «ما در سال ۱۹۹۹ به عنوان مادرانی که فرزندان‌شان یا در کوه بودند یا در زندان بودند یا در جنگ جان خود را از دست داده بودند گرد هم آمدیم.» جنبش مادران صلح در استانبول و دیاربکر مستقر هستند.
این جنبش به دلیل اعتراضات و پرونده‌های قضایی خود بارها در خبرها مطرح شده است. در سال ۲۰۰۰، عفو بین‌الملل گزارش داد که ادعا می‌شود هیئتی از مادران صلح، پس از سفر به عراق همسایه برای میانجی‌گری بین دو طرف درگیری‌های داخلی در اقلیم کردستان در شمال عراق، مورد شکنجه و بدرفتاری قرار گرفته‌اند. ارن کسکین، وکیل مدافع ایشان، پس از انتشار شرح شکنجه ادعایی مادران صلح در یک روزنامه، به دلیل توهین به ارتش محاکمه شد.
در ژوئن ۲۰۰۶، مویسر گونز و سکینه آرات از فعالان این جنبش، پس از مراجعه به ستاد کل نیروهای مسلح ترکیه در ۲۲ اوت ۲۰۰۵ برای ارائه پرونده خود، هرکدام به یک سال زندان و ۶۰۰ لیر ترکیه توسط دادگاه کیفری چهارم آنکارا محکوم شدند. اتهام این دو نفر ستایش از یک سازمان جدایی‌طلب و رهبر آن بود. این حکم بعداً به ۱۰ ماه کاهش یافت.
در ژوئیه ۲۰۰۶، بیست و چهار عضو از مادران صلح که بین ۴۰ تا ۷۵ سال سن داشتند، توسط دادگاه کیفری چهارم دیاربکر به اتهام «تبلیغات جدایی‌طلبانه» مجرم شناخته شده و به ۱۲ ماه زندان محکوم شدند.
در اوت ۲۰۰۹، گروهی از مادران صلح یک راهپیمایی صلح از دیاربکر و آنکارا ترتیب دادند و در نزدیکی مقر ستاد کل نیروهای مسلح ترکیه در آنکارا تحصن کردند.